# الجبال (العدين)

تعديل مصدري - تعديل

الجبال محلة تابعة لقرية جرين اعلى، التابعة لعزلة خباز بمديرية العدين إحدى مديريات محافظة إب في الجمهورية اليمنية.، بلغ تعداد سكانها 27 حسب تعداد اليمن لعام 2004.